# Eragon (film)
Az Eragon egy 2006-os fantasy-kalandfilm Christopher Paolini azonos című regénye alapján. A címszerepben, s egyben első filmszerepében Edward Speleers látható, a további szereplők pedig Jeremy Irons, Sienna Guillory, Robert Carlyle, Djimon Hounsou és John Malkovich.
A filmet az elsőfilmes Stefen Fangmeier rendezte, aki korábban A balszerencse áradása és a Kapitány és katona: A világ túlsó oldalán vizuális effektusaiért volt felelős. A forgatókönyvet Peter Buchman írta, akinek legismertebb munkája a Jurassic Park III szkriptjében való részvétele.
Az Eragon felvételei Magyarországon, a fóti Mafilm Stúdióban kezdődtek meg 2005. augusztus 1-jén. A különleges vizuális effektek és animációk a Weta Digital és az Industrial Light & Magic munkái.

## Cselekmény
Bővebben: Eragon
A történet főhőse egy tizenéves parasztfiú, Eragon. Eragon egy Carvahall nevű faluban él, a kitalált Alagaësia varázslatos világában. Az ifjú vadászat közben egy sárkánytojásra lel, amiből egy zafírszínű sárkány, Saphira kel ki. Eragon úgy dönt, titokban tartja a lény létét, ám Alagaësia királya, Galbatorix a fiú és a sárkány felkutatására küldi szolgáit. Mikor ez tudtára jut, Eragon otthonába siet, ahol bácsikáját már holtan találja, így bosszút esküszik. Egy bölcs történetmesélő, Brom és Saphira társaságában indul útnak, hogy örökségét viselve a legendás Sárkánylovasok egyike legyen. Megismeri a mágiát, a kardvívás fortélyait és sárkánylovaglást; beteljesíti végzetét és a Sárkánylovasok legendáját.

## Szereplők
| Szereplő       | Színész          | Magyar hang     |
| -------------- | ---------------- | --------------- |
| Eragon         | Edward Speleers  | Moser Károly    |
| Brom           | Jeremy Irons     | Szakácsi Sándor |
| Saphira hangja | Rachel Weisz     | Kovács Nóra     |
| Arya           | Sienna Guillory  | Major Melinda   |
| Durza          | Robert Carlyle   | László Zsolt    |
| Murtagh        | Garrett Hedlund  | Schnell Ádám    |
| Galbatorix     | John Malkovich   | Forgács Péter   |
| Ajihad         | Djimon Hounsou   | Galambos Péter  |
| Angela         | Joss Stone       | Peller Anna     |
| Garrow         | Alun Armstrong   | Bartók László   |
| Roran          | Christopher Egan | Seder Gábor     |

## Produkció

### Előkészület
A Christopher Paolini sikerkönyvének megfilmesítéséről szóló terveket elsőként 2004 februárjában jelentették be. A 20th Century Fox vásárolta meg az Eragon jogait, az adaptáció Peter Buchman forgatókönyvíró munkája volt. Buchman, a fantasy és science fiction irodalom és filmek rajongója azt mondta, „lélegzetelállító” a szerző érettsége korához képest, profizmusa a cselekményszövést és karaktereket illetően és képessége több különböző képzeletbeli világ megalkotására.
Buchman forgatókönyve volt az, ami felkeltette Stefen Fangmeier érdeklődését. „Izgalmas olvasmánynak találtam”, nyilatkozta a rendező. „A könyv fantasztikus aspektusai okán az emberek a szükséges vizuális effektusok miatt figyelnek rám. Azonban első reakcióm az anyaggal kapcsolatban az volt, hogy nagyszerű története van, emocionális ívvel.”

### Szereplőválogatás
A készítőknek nem is lehetett volna nagyobb castingfeladatuk, mint megtalálni az ifjú Sárkánylovast, Eragon megszemélyesítőjét. Az újonc Edward Speleers került ki győztesen a hónapokig tartó, világszéles keresésből. „Ed belépett [a meghallgatásra], s mi csak egymásra néztünk és azt mondtuk: »Ő Eragon, ő az a kölyök a könyvből«”, mesélte Stefen Fangmeier, azzal folytatva: „Erősen érzem az Edben lakozó szikrát. Olyan dolog ez, mikor egyszerűen tudod, hogy az a sorsa, mozisztárrá váljon.” Speleers akkor kapta meg a szerepet, mikor éppen az iskolai Hamlet-előadásra tanulta szövegét. Komoly esélyes volt még Alex Pettyfer, de mivel a forgatás Magyarországon folyt és Pettyfer fél a repüléstől, visszautasította a lehetőséget. Később megkapta a 001: Az első bevetés című, szintén ifjúsági könyvből készült film főszerepét.
2005. július 15-én a 20th Century Fox hivatalos sajtóközleményben erősítette meg, hogy Speleers leszerződött a filmhez. Hamarosan újabb castinginformációk láttak napvilágot. Az elkövetkezendő hónapokban Jeremy Irons, John Malkovich, Chris Egan és Djimon Hounsou mind csatlakoztak az Eragon stábjához. Paolini, az eredeti regény szerzője reményeit fejezte ki afelől, hogy egy cameo-szerepben feltűnhet a filmben – konkrétan egy olyan harcos szerepében, akit a Farthen Dûr-i csatában lefejeznek. Azonban európai könyvturnéja miatt erről le kellett mondania.

### Forgatás

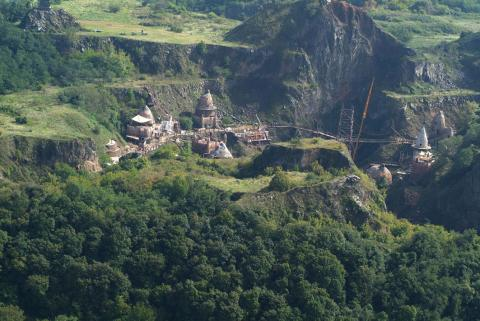
A Farthen Dûr-i jeleneteket a Ság hegy kráterében forgatták

2005 augusztusában a Fox megkezdte a felvételeket Magyarország és környéke különböző helyszínein, amik között szerepelt:
- Budapest, Magyarország
- Ság hegy, Magyarország
- Celldömölk, Magyarország
- Pilisborosjenő, Magyarország
- Magas-Tátra, Szlovákia

A stúdiófelvételek Fóton készültek a Mafilm műhelyeiben, utófelvételekre a kanadai Brit Kolumbiában került sor, Vancouverben.
A munkálatok szeptemberben fejeződtek be, amikor is megkezdődött az utómunkálati fázis. Az Industrial Light & Magic alkotta meg a filmben szereplő CGI-t.

## Fogadtatás
A filmet rendkívül negatívan fogadta a kritika: 14%-os átlagos értékelést ért el a Rotten Tomatoes oldalán, ami a 2006-os év 10. leggyengébbike. A kritikusok szerint noha „technikailag korrekt”, a film „lassú és unalmas”. A történetet a „származtatott” és „átlagos” szavakkal illették; egy kritikus kijelentette, hogy csak egy, „a hat Star Wars-moziról való ismeret nélküli kilencéves” találná eredetinek a filmet. A színészi játékot „gyengének”, „mesterkéltnek” és „élettelennek” nevezték, míg a párbeszédeket „ostobának”.
A kritikusok a Harry Potter-filmekhez („a nagy különbség Harry és Eragon között, hogy az előbbi filmek a nem rossz és a nagyon jó között mozognak, míg az utóbbi bűzlik”), a Csillagok háborúja filmekhez („olyan, mint egy rossz Star Wars-koppintás”) és az A Gyűrűk Ura-filmekhez („olyan mértékben klónja az A Gyűrűk Urának, hogy valószínűleg elveszítene vele szemben egy plágiumpert”) hasonlították.
A pozitív visszajelzések „jó mókának” írták le az Eragont, illetve úgy hangzottak, hogy „olyan téma, amiről a fiúk fantáziája szól” („the stuff boys' fantasies are made of” – utalás az A máltai sólyom híressé vált utolsó sorára, ami így hangzik: „the stuff dreams are made of”). A CGI-t fantáziadúsnak találták, Saphirát pedig egy „fenséges teremtménynek”.
A könyvsorozat számos rajongója reagált rosszul a filmre. Az IMDb oldalán 5,1 csillagot szavaztak meg a felhasználók a 10-ből, köztük is a nők magasabb pontszámmal értékelve a férfiaknál. A Rotten Tomatoes-on a felhasználók 32%-os értékelést képviselnek a filmmel szemben, s kritizálták a nagymértékű eltéréseket a könyv cselekményétől. Christopher Paolini elmondása szerint élvezte a filmet, s dicsérte Jeremy Ironst és Ed Speleerst.

### Box Office
Az Eragon 75 millió dollárt keresett az Egyesült Államokban, s további 174 milliót a világ többi részén, így összesen 249-et hozott. A filmeknek nagyjából a produkciós költségük dupláját kell kitermelniük ahhoz, hogy a ráfordítások megtérüljenek: az Eragon 100 milliós költségével és további hozzávetőleges 30 milliós reklámköltségével nem érte el ezt a küszöböt. Mindezek ellenére, az Eragon a legtöbb pénzt hozó sárkány főszereplővel bíró film, továbbá második a kardvívás és mágia központú filmek között, inflációt nem számítva.
A film 17 hétig volt látható az amerikai mozikban, 2006. december 15. és 2007. április 8. között. 3020 mozi tűzte műsorára, első napján 8,7 millió dollárt gyűjtött, nyitóhétvégéje pedig 23,2 millió dolláron alakult, amivel a második helyet szerezte meg a toplistán az A boldogság nyomában mögött. Az Eragon második hétvégéjére közel 70%-ot vesztett bevételéből, ami a 41. legnagyobb esés, mióta ezt a statisztikát vezetik. A film 2006-ban a 31. helyet szerezte meg az USA bevételi listáján.
Az Észak-Amerikán kívüli nyitóhétvégéje, ami 76 országot foglalt magában, 30,3 millió dollárt termett, ami elegendő volt az első helyhez, mindazonáltal, kevesebb mint piacai felében érte el a dobogó legfelső fokát. Nem volt komoly ellenfele december közepén, azonban ha egy évvel korábban kerül a mozikba, csak negyedik helyre futott volna be. Az Eragon Egyesült Királyságbeli nyitóhétvégéje csalódás volt, Ausztráliában jó, de nem kiemelkedő szereplést könyvelt el, míg legfigyelemreméltóbb teljesítménye Franciaországhoz kötődik. Magyarországon sem sikerült első helyen indítania, mivel a Holiday erősebbnek bizonyult, mind Budapesten, mind az egész országot tekintve. Mindazonáltal, a karácsonyi időszaknak köszönhetően az Eragont több mint 120 ezer néző látta országszerte. A film 249 milliós összbevételével világviszonylatban 16. a 2006-os listán.

## Más médiában

### Filmzenealbum
A film zenéjét Patrick Doyle szerezte, aki a 2005-ös Harry Potter és a Tűz Serlege dallamaiért is felelt. Avril Lavigne énekelte fel a film betétdalát, ami a „Keep Holding On” címet kapta, s hallható a végefőcím alatt és a filmzenealbumon egyaránt. Kislemezként is megjelent, a Billboard Hot 100 kislemez listáján Amerikában a 17. helyet érte el.

### Videójáték
A filmen alapuló videójátékot a Stormfront Studios és az Amaze Entertainment fejlesztette, s 2006 novemberében került a boltokba.